# 후벤투드 데 라스 피에드라스

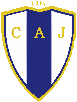

후벤투드 데 라스 피에드라스(Club Atlético Juventud de Las Piedras)는 라스피에드라스를 연고로 하는 우루과이의 축구단이다. 현재 우루과이 세군다 디비시온에 참가하고 있다.

## 우승
- 우루과이 세군다 디비시온: 1999

## 선수 명단

### 현역
참고: FIFA 자격 규정에 따라 소속된 국가대표팀 국기를 표시합니다. 선수는 복수의 FIFA 비회원국 국적을 가지고 있을 수 있습니다.
| 번호 | 포지션 | 국적 | 이름 |
| ---- | ------ | ---- | ---- |

| 번호 | 포지션 | 국적     | 이름              |
| ---- | ------ | -------- | ----------------- |
| 29   | DF     | 콜롬비아 | 가이너 마르티네스 |
| -    | MF     |          | 라미로 페랄타     |